# Seroe Blanco
Seroe Blanco, Sero Blanco – miejscowość (plaats) w strefie Seroe Blanco/Cumana, w regionie Oranjestad-Oost w północno-zachodniej części kraju autonomicznego Aruba, należącego do Holandii, w Ameryce Południowej.